# روژه نیمیه
روژه نیمیه (به فرانسوی: Roger Nimier) رمان‌نویس، روزنامه‌نگار و منتقد ادبی قرن بیستم میلادی اهل فرانسه بود.

## جستارهای وابسته

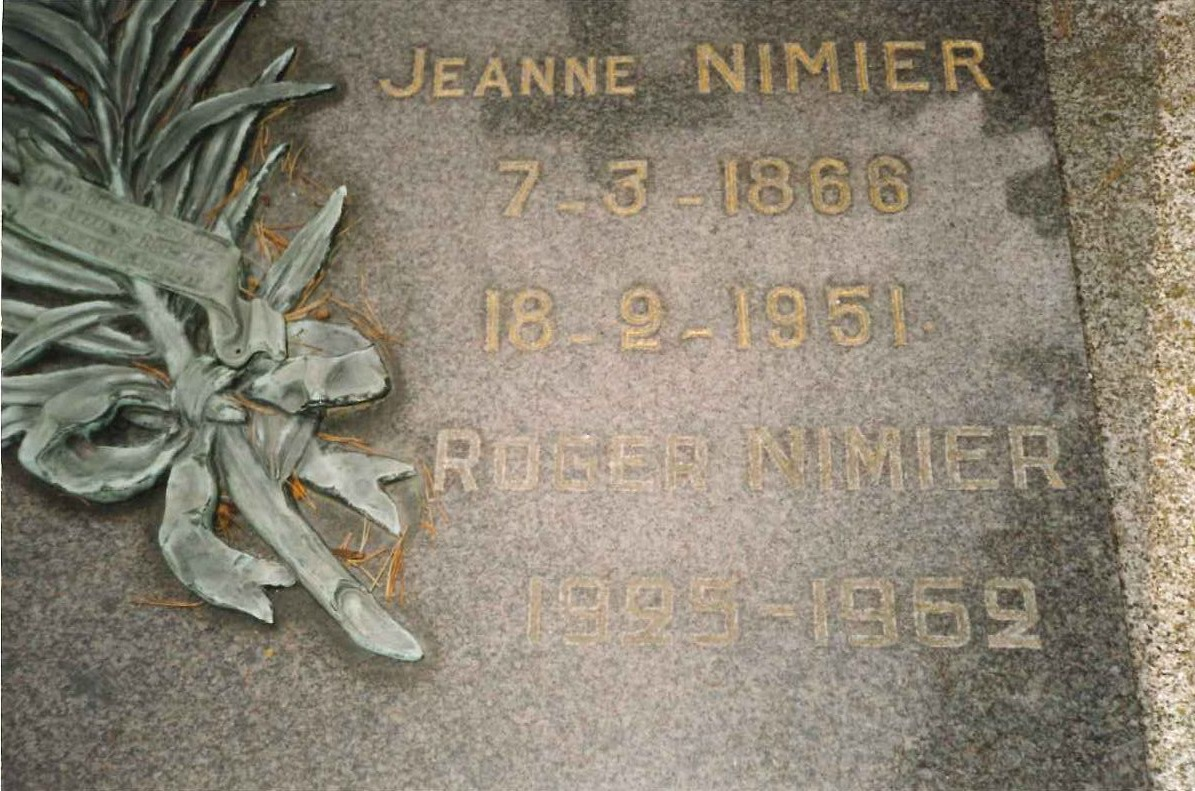